# Берёзно (Плюсский район)
Берёзно — деревня в Плюсском районе Псковской области России. Входит в состав Лядской волости.
Расположена на восточном побережье озера Березненского, у реки Яня, в 20 км к северо-западу от волостного центра Ляды и в 65 км к северо-западу от райцентра Плюсса.

## Население
Численность населения деревни на 2000 год составляла 22 человека, по переписи 2002 года — 23 человека.

## История
До 1 января 2006 года деревня входила в состав ныне упразднённой Заянской волости.
Впервые в истории упоминается в писцовой книге 1571 года, как нежилая деревня в поместье государева дьяка Данила Микулина сына Бартенева с центром в сельце Нижнее Хоромно (ныне — местность между озером Хоромно и дер. Заянье) Ляцкого погоста Новгородского уезда Залесской половины Шелонской пятины.